# الكسندر هوغ
الكسندر هوغ (بالإنجليزية: Alexander Hogg)‏ هو صحفي وسياسي نيوزلندي، ولد في 9 فبراير 1841، وتوفي في 17 نوفمبر 1920. انتخب عضو مجلس النواب النيوزيلندي.